# Jan Ekier
Jan Stanisław Ekier (Cracovia, 29 de agosto de 1913-Varsovia, 15 de agosto de 2014) fue un pianista y compositor polaco además de ser el presidente del jurado del Concurso Internacional de Piano Fryderyk Chopin.

## Biografía
Ekier estudió piano con Olga Stolfowa, y después composición con Bernardino Rizzi en la Escuela de Música Władysław Żeleński. Continuó sus estudios en el Conservatorio de Varsovia, donde tuvo profesores como Zbigniew Drzewiecki (piano) y Kazimierz Sikorski (composición). Fue galardonado con el octavo premio del Concurso Internacional de Piano Fryderyk Chopin en 1937.
Su primera mujer fue la actriz Danuta Szaflarska. Ekier murió en Varsovia, dos semanas antes de cumplir los 101 años.

## Premios y distinciones
- Caballero de la Orden del Águila Blanca (2010)
- Cruz de Comandante con estrella en la Orden Polonia Restituta (2000)
- Decorado en la Orden del Mérito de Polonia
- Decorado en la Orden de la Bandera del Trabajo
- Doctor honoris causa de la Universidad de Música Frédéric-Chopin